# 1017 Jacqueline
1017 Jacqueline هو كويكب، يقع ضمن حزام الكويكبات. اكتشف في 4 فبراير 1924.

## روابط خارجية
- 1017 Jacqueline في قاعدة بيانات مختبر الدفع النفاث لأجرام النظام الشمسي الصغيرة

- الاكتشاف · مخطط المدار ·  العناصر المدارية · المعلمات المادية

- 1017 Jacqueline على موقع ويكي سكاي: DSS2, SDSS, GALEX, IRAS, Hydrogen α, X-Ray, Astrophoto, Sky Map, Articles and images